# 上田城跡公園野球場
上田城跡公園野球場（うえだじょうせきこうえんやきゅうじょう）は、長野県上田市の上田城跡地内にある野球場。通称、上田市営球場。

## 歴史
1928年に開場。陸上競技場などといった他の運動施設と同時期に真田昌幸で有名な上田城の跡地に作られた。敷地内には庭球場や相撲場も設けられ、運動場の管理は上田体育協会に委託された。掘り下げ方式で作られており、ナイター施設も完備。堀跡を利用しているため、球場が穴の中にあるといった印象。造りそのものは長野市営城山球場（2000年に老朽化で閉鎖）によく似ている。
市営球場では、1947年（昭和22年）10月12日、昭和天皇が上田市内に行幸（昭和天皇の戦後巡幸）した際に奉迎式が行われた。また、1948年（昭和23年）から1952年（昭和27年）、1954年（昭和29年）、1956年（昭和31年）から1958年（昭和33年）とプロ野球公式戦も開催された。特に1949年（昭和24年）には読売ジャイアンツが主催公式戦を開催したと云う。
1951年（昭和26年）8月1日、松竹ロビンスの岩本義行が本球場で行われた大阪タイガース戦で、史上初の1試合4本塁打を記録した。二塁打も放ち1試合18塁打を記録。二つの記録は現在もプロ野球記録である。
現在は草野球での使用がほとんどである。
1968年（昭和43年）に旧長野県営上田野球場（現・上田市営染屋台グラウンド）が設けられた。交通の便はこちらのほうが良い。
2006年（平成18年）に上田市、丸子町、真田町、武石村が合併し、旧上田市内の施設は名称が変更された。その際に「上田市営野球場」は「上田城跡公園野球場」に正式名称が変更された。
2008年（平成20年）公開の映画『ラストゲーム 最後の早慶戦』でロケ地となった。

## プロ野球公式戦開催実績
2022年現在で14試合が開催された。内訳は1リーグ時代2試合、セ・リーグ8試合、パ・リーグ4試合。
- 1948年8月13日 中日ドラゴンズ 6-0 阪急ブレーブス
- 1949年7月19日 読売ジャイアンツ 15-3 中日ドラゴンズ
- 1950年8月8日 中日ドラゴンズ 6-0 広島カープ、大洋ホエールズ 2-5 松竹ロビンス（変則ダブルヘッダー）
- 1951年8月1日 国鉄スワローズ 14-9 松竹ロビンス、大阪タイガース 12-17 松竹ロビンス（変則ダブルヘッダー）
- 1951年8月16日 大映スターズ 17-4 東急フライヤーズ
- 1952年4月26日 大映スターズ 7-3 阪急ブレーブス
- 1954年4月21日 読売ジャイアンツ 6-3 洋松ロビンス
- 1954年7月27日 国鉄スワローズ 1-4 広島カープ
- 1954年8月4日 大映スターズ 11-5 近鉄パールス
- 1956年6月26日 読売ジャイアンツ 7-10 大洋ホエールズ
- 1957年4月17日 東映フライヤーズ 0-5 西鉄ライオンズ
- 1958年10月4日 国鉄スワローズ 1-10 中日ドラゴンズ

## 施設概要
- 構造：
- 内野：土、外野：土
- 両翼：91.44m、中堅：116.82m
- 照明設備：照明灯：4基
- 収容人員：10,000人

## 交通
- しなの鉄道線・上田駅から徒歩約15分

## 周辺施設
- 上田城址
- 上田城跡公園陸上競技場
- 上田城跡公園体育館
- 市営テニスコート、相撲場
- 上田市立博物館
- 上田市民会館
- 山本鼎記念館
- 真田神社

いずれも上田城跡内
- 長野県営上田野球場